# ريزوريكشن ريمكس
نظام ريزوريكشن ريمكس (بالإنجليزية: Resurrection Remix OS)‏، المعروف بشكل مختصر RR هو نظام تشغيل حر ومفتوح المصدر للهواتف الذكية وأجهزة الكمبيوتر اللوحي، مبني على نظام التشغيل أندرويد. بدأ مصمم تجربة المستخدم والمطور الرئيسي Altan KRK المشروع في عام 2012.
في فبراير 2018، تم تثبيت الإصدار المبني على أندرويد نوجا على أكثر من 900000 جهاز.
في 9 فبراير 2018، تم إصدار Resurrection Remix 6.0.0، المبني على أندورويد أوريو 8.1 بعد شهور من التطوير
في بداية عام 2019، تم إصدار Resurrection Remix 7.0.0 ،7.0.1 و7.0.2، المبني على أندرويد باي 9

## الأجهزة المدعومة
أكثر من 150 جهاز مدعوم [بحاجة لمصدر] ، منها:
- جوجل
  - نكسس 6p
  - بكسل
  - بكسل XL
  - بكسل 2
  - بكسل 2 XL
- لينوفو / ZUK
  - لينوفو ZUK Z2+
- ون بلس
  - ون بلس ون
  - ون بلس تو
  - ون بلس X
  - ون بلس 3
  - ون بلس ثري تي
  - ون بلس فايف
  - ون بلس فايف تي
- سامسونج
  - سامسونج جالكسي إيس 2
  - سامسونج جالكسي إس 5
  - سامسونج جالكسي إس 4
  - سامسونج جالكسي إس 3
  - سامسونج جالكسي إس 7
- سوني
  - سوني إكسبيريا زد
  - سوني اريكسون ZL
- شاومي
  - شاومي مي A1
  - شاومي مي A2
  - شاومي مي A2 لايت
  - شاومي ريدمي نوت 3
  - شاومي ريدمي نوت 4X
  - شاومي ريدمي 4x (الاسم الرمزي santoni)
  - ريدمي 5 بلس
  - شاومي مي 5
  - شاومي ريدمي 5A (الاسم الرمزي riva)

## روابط خارجية
- ريزوريكشن ريمكس على موقع SourceForge (الإنجليزية)
- الموقع الرسمي